# Paysage d'orage
Paysage d'orage est une peinture de Rembrandt.

## Description
À droite une vaste pleine se termine à l'horizon sur une chaîne de montagne. À gauche une ville avec son église sont éclairés par une lumière claire. On distingue des arbres et une rivière avec une chute d'eau devant la ville. La rivière passe sous un pont, lui-même sous une tour en ruine. Le caractère lugubre du ciel d'orage s'amplifie en diagonale de gauche à droite.

## Interprétation
C'est après la mort de sa femme en 1642 que Rembrandt s'est intéressé au thème du paysage.
Le tableau de Brunswick est le plus vaste paysage créé par Rembrandt. Les forces naturelles et les constructions humaines rivalisent et la ruine placée bien en évidence est là pour indiquer le vainqueur de cette compétition.